# Francis Pegahmagabow
Francis Pegahmagabow (né le 9 mars 1891, décédé le 5 aout 1952), est un héros de guerre canadien. Trois fois récompensé par la Médaille militaire, il s'agit de l'un des deux soldats issue des Premières Nations le plus décoré de l'histoire militaire du Canada, le second étant Frank Narcisse Jérome (d), mi'kmak du Québec. C'est également le tireur d'élite qui a fait le plus de victimes au cours de la Première Guerre mondiale puisqu'il est crédité de la mort de 378 Allemands et de la capture de 300 autres.

## Biographie

### Les débuts
Francis Pegahmagabow est né dans ce qui est aujourd'hui la réserve de la Première nation Shawanaga. Son père est Michael Pegahmagabow de la Première nation Parry Island tandis que sa mère, Mary Contin, est de la Première nation Henvey Inlet, laquelle est installée sur rive septentrionale de Georgian Bay. Ojibwa, il grandit dans la bande indienne de Parry Island (aujourd'hui dénommée Wasauksing). Avant la Première Guerre mondiale, Pegahmagabow travaille comme marin pompier pour le Département de la marine et de la pêche sur les Grands Lacs.

### La carrière militaire
Francis Pegahmagabow de la bande Ojibwé de Parry Island en Ontario, s'enrôla en août 1914 et servit jusqu'à la fin de la guerre.
Il excellait comme tireur d'élite, c'était le meilleur sniper canadien de ce conflit avec 378 victimes allemandes. Et il était membre d'un commando d'attaque des tranchées.
Il fut en outre l'un des 39 soldats du Corps canadien à recevoir la médaille militaire avec deux agrafes (autrement dit, à trois reprises).
Après la guerre, Pegahmagabow devint chef, puis conseiller de la bande de Parry Island (aujourd'hui dénommée Wasauksing).

### La vie politique

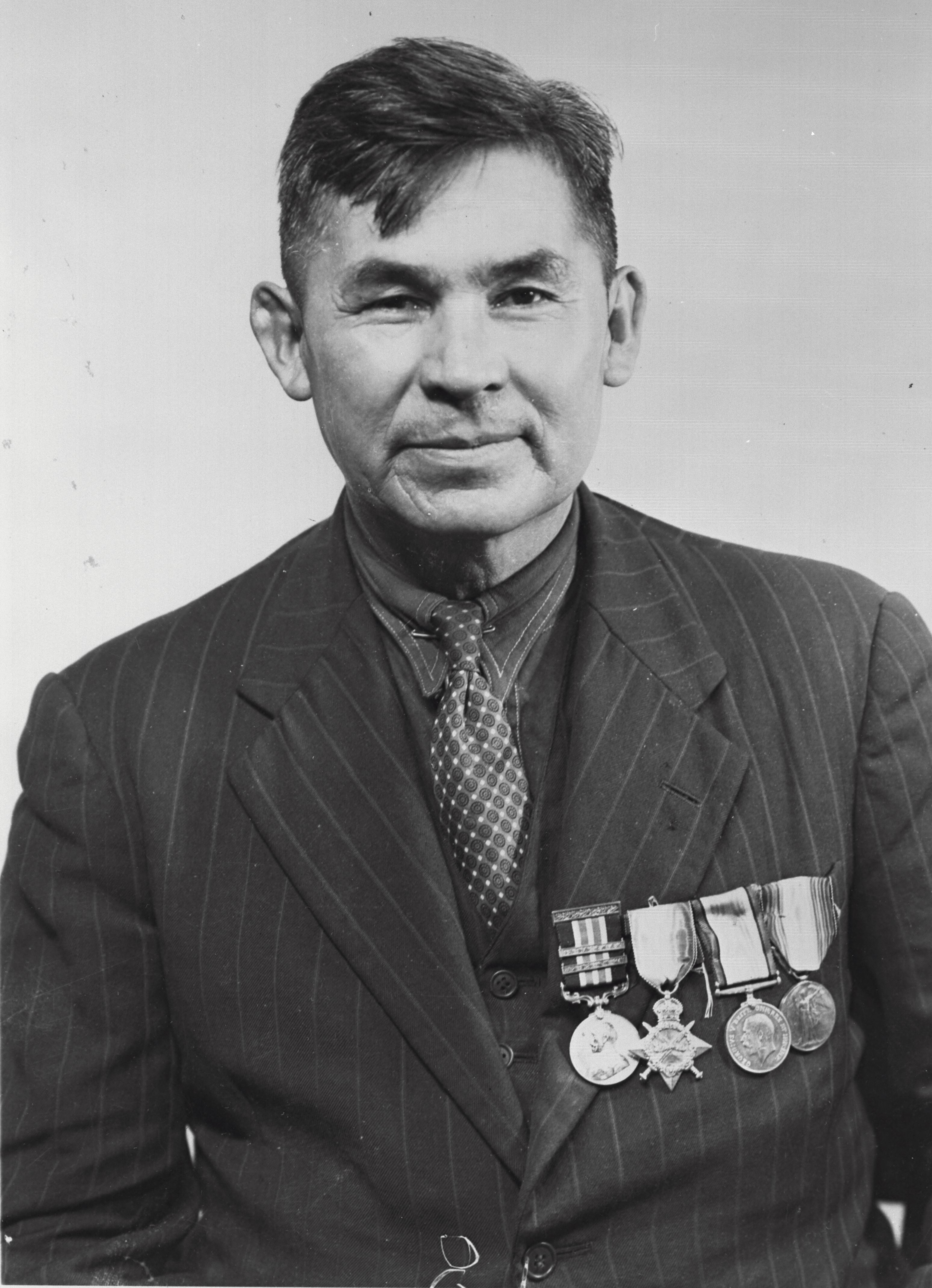
Pegahmagabow en 1945 alors qu'il assistait à une conférence à Ottawa où le gouvernement national des Indiens a été formé.

À son retour au Canada, il a continué à servir dans la Milice en tant que membre des Pionniers du Nord (connus aujourd'hui sous le nom de The Algonquin Regiment) en tant que membre actif non permanent. Suivant les traces de son père et de son grand-père, il fut élu chef de la bande de Parry Island à partir de février 1921. Une fois en fonction, il provoqua un schisme dans la bande après avoir écrit une lettre appelant à l'expulsion de certains individus et métis de la réserve. Il a été réélu en 1924 et a servi jusqu'à ce qu'il soit renversé par une lutte de pouvoir interne en avril 1925. Avant que la motion ne puisse passer, Pegahmagabow démissionna. Une décennie plus tard, il est nommé conseiller de 1933 à 1936. En 1933, le ministère des Affaires indiennes (DIA) modifie ses politiques et interdit aux chefs des Premières nations de correspondre avec le DIA. Ils ont ordonné que toute correspondance, à partir du printemps 1933, passe par l'agent des Indiens. Agent indien. Cela a donné un pouvoir énorme à l'agent, ce qui a agacé Pegahmagabow car il ne s'entendait pas avec son propre agent, John Daly. Les membres des Premières Nations qui ont servi dans l'armée pendant la Première Guerre mondiale étaient particulièrement actifs en tant que militants politiques. Ils avaient parcouru le monde, gagné le respect des camarades dans les tranchées et refusé d'être mis à l'écart par l'agent indien nouvellement habilité. L'historien Paul Williams a qualifié ces partisans de "chefs soldats de retour" et en a distingué quelques-uns, dont Pegahmagabow, comme étant particulièrement actifs. Cela a provoqué d'intenses désaccords avec Daly et a finalement conduit à la destitution de Pegahmagabow en tant que chef. Daly et d'autres agents qui sont entrés en contact avec Pegahmagabow ont été incroyablement frustrés par ses tentatives, selon ses propres termes, de libérer son peuple de "l'esclavage des blancs". Les agents indiens l'ont qualifié de "cas mental" et se sont efforcés de le mettre à l'écart, ainsi que ses partisans.
En plus de la lutte de pouvoir entre le conseil indien et le DIA avec laquelle Pegahmagabow s'est opposé, il était un agitateur constant sur les îles de la baie Georgienne des Hurons (Georgian Bay). Les gouvernements régionaux des Premières nations ont revendiqué les îles comme étant les leurs et Pegahmagabow et d'autres chefs ont tenté en vain d'obtenir la reconnaissance de leur statut.
Pendant la Seconde Guerre mondiale, Pegahmagabow a travaillé comme garde dans une usine de munitions près de Nobel en Ontario, et a été sergent-major dans la milice locale. En 1943, il est devenu le chef suprême du Native Independent Government, une des premières organisations des Premières nations.

## Récompense et Décorations
Les récompenses et décorations personnelles de Pegahmagabow comprennent les rubans suivants :
| Ruban          | Description        | Notes |
| Silver rosette | Médaille militaire | - Première citation - on the Western Front - Deuxième citation - Passchendaele - Troisième citation - Battle of Scarpe |
|                | 1914-15 Star       | - WWI 1914-1918 |
|                | British War Medal  | - WWI 1914-1918 |
|                | Victory Medal      | - WWI 1914-1918 |

Source : nativeveterans.e-monsite.com

## Dans la culture populaire
- La chanson A Ghost In The Trenches, sur l'album The Great War (sorti en 2019) du groupe de power metal suédois Sabaton est un hommage a Francis Pegahmagabow[12].
- La bande dessinée La ballade du soldat Odawa, de Rossi et Apikian, parue chez Casterman, s'inspire librement de Francis Pegahmagabow.

## Vidéographie
- Frères d'armes - Francis Pegahmagabow, série Frères d'armes, film-portrait raconté par Sonia Rolland, co-réalisé par Pascal Blanchard et Rachid Bouchareb, 2016, 2 minutes. [voir en ligne]